# Liste der Staatsoberhäupter 278 v. Chr.
Übersicht
◄◄ | ◄ | 282 v. Chr. | 281 v. Chr. | 280 v. Chr. | 279 v. Chr. | Liste der Staatsoberhäupter 278 v. Chr. | 277 v. Chr. | 276 v. Chr. | 275 v. Chr. | 274 v. Chr. | ► | ►►

Weitere Ereignisse

## Afrika
- Ägypten
  - König: Ptolemaios II. (285–246 v. Chr.)

## Asien
- Antigonidenreich
  - König: Antigonos II. Gonatas (283–277 v. Chr.)

- Bithynien
  - König: Nikomedes I. (280–ca. 254)

- China
  - Han
    - Marquis: Xi (295–273 v. Chr.)

  - Lu
    - Herzog: Qing Gong (279–256 v. Chr.)

  - Qin:
    - König: Zhaoxiang (307–250 v. Chr.)

  - Wei
    - König: Zhao (296–277 v. Chr.)

  - Zhou
    - König: Nan (314–256 v. Chr.)

- Iberien (Kartlien)
  - König: Parnawas I. (299–234 v. Chr.)

- Indien
  - Maurya-Reich
    - König: Bindusara (297–268 v. Chr.)

- Japan (Legendäre Kaiser)
  - Kaiser: Kōrei (290–215 v. Chr.)

- Korea
  - Go-Joseon
    - König: Goyeolga (295–239 v. Chr.)

- Pergamon
  - König: Philetairos (302–263 v. Chr.)

- Pontus
  - König: Mithridates I. (281–266 v. Chr.)

- Seleukidenreich
  - König: Antiochos I. (281–261 v. Chr.)

## Europa
- Bosporanisches Reich
  - König: Pairisades II. (284/283–245 v. Chr.)

- Epirus
  - König: Pyrrhos I. (297–272 v. Chr.)

- Griechenland
  - Sparta
    - König der Agiaden: Areus I. (309–265 v. Chr.)
    - König der Eurypontiden: Archidamos IV. (305–275 v. Chr.)

- Makedonien
  - König: Sosthenes von Makedonien (279–277 v. Chr.)

- Odrysisches Königreich
  - König: Cotys II. (295–270 v. Chr.)

- Römische Republik
  - Konsul: Gaius Fabricius Luscinus (278 v. Chr.)
  - Konsul: Quintus Aemilius Papus (278 v. Chr.)

- Sizilien
  - Syrakus
    - Herrscher: Sosistratos (280–277 v. Chr.)